# Wichakorn Saenwim
Wichakorn Saenwim (thailändisch วิชชากร แสนเหวิม; * 21. August 2004 in Khon Kaen) ist ein thailändischer Fußballspieler.

## Karriere
Wichakorn Saenwim erlernte das Fußballspielen in der Schulmannschaft der Debsirin School in Bangkok. Seinen ersten Vertrag unterschrieb er im Januar 2022 beim Khon Kaen United FC. Der Verein aus seiner Geburtsstadt Khon Kaen spielt in der ersten Liga, der Thai League. In der Rückrunde der Saison 2022/23 kam er in der Liga nicht zum Einsatz. 
Sein Pflichtspieldebüt gab Saenwim am 1. November 2023 im Pokalspiel in der zweiten Runde gegen den Erstligisten Chonburi FC. Bei der 3:0-Auswärtsniederlage stand er in der Startelf und wurde in der 76. Minute gegen Tinnakorn Asurin ausgewechselt. Sein Erstligadebüt gab er am 3. Dezember 2023 (12. Spieltag) im Heimspiel gegen den Lamphun Warriors FC. Bei dem 2:2-Unentschieden wurde er in der 83. Minute für Thawin Butsombat eingewechselt.